# Monumentos Históricos da Antiga Nara
Os Monumentos Históricos da Antiga Nara são um conjunto de monumentos em Nara, Japão, declarados Património Mundial da Unesco em 1998.
Este grupo de monumentos é constituido pelo Tôdai-ji, pelo Kôfuku-ji, pelo Kasuga-Taisha, pela Floresta Primária de Kasugayama, pelo Gangô-ji, pelo Yakushi-ji, pelo Tôshôdai-ji e pelo Sítio do Palácio Heijō.
Estes monumentos históricos - templos budistas, santuários xintoístas e as ruínas do Grande Palácio - dão uma imagem de como era a vida na capital japonesa do século XVIII - Nara -, um período profunda mudança cultural e política.

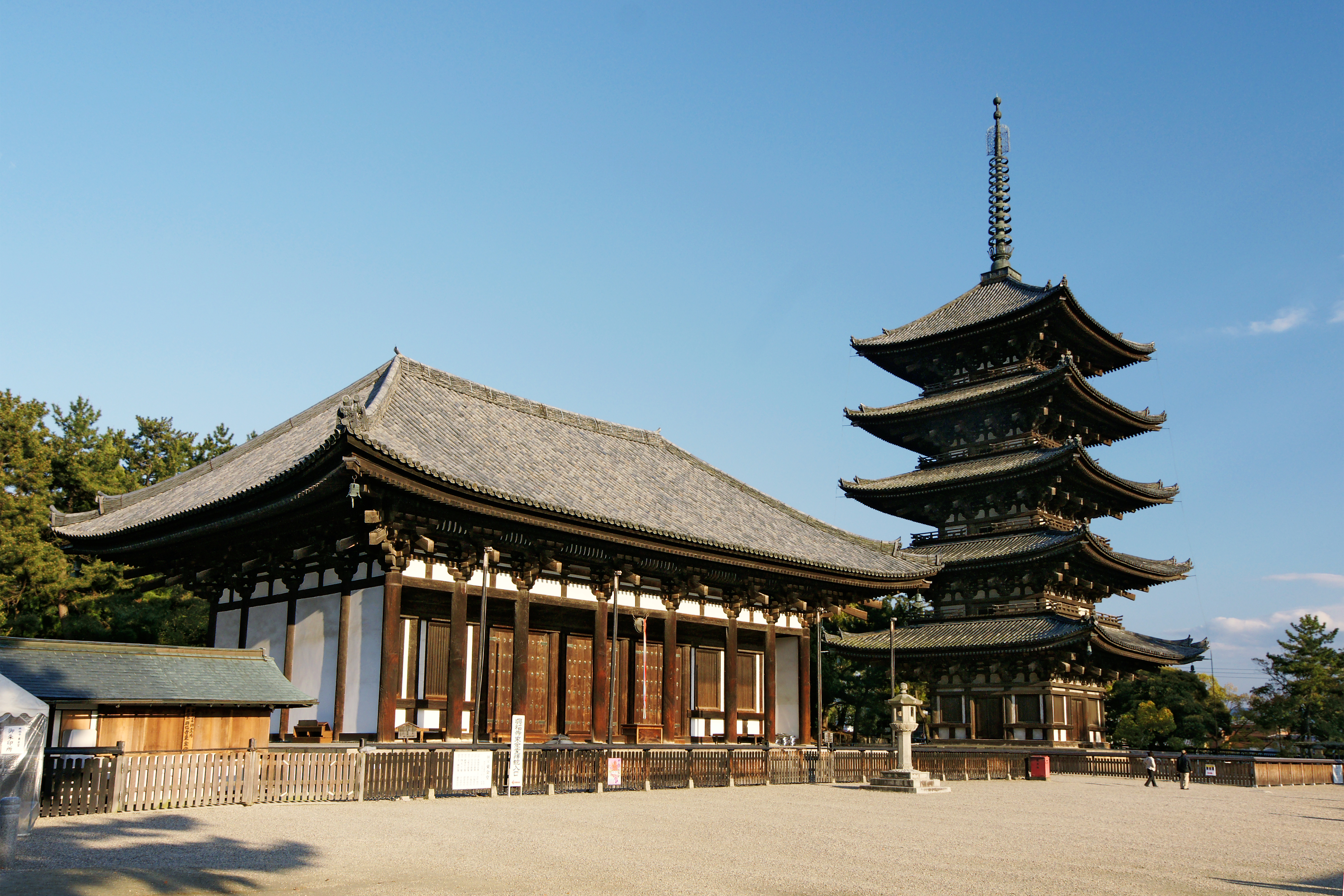
Kôfuku-ji
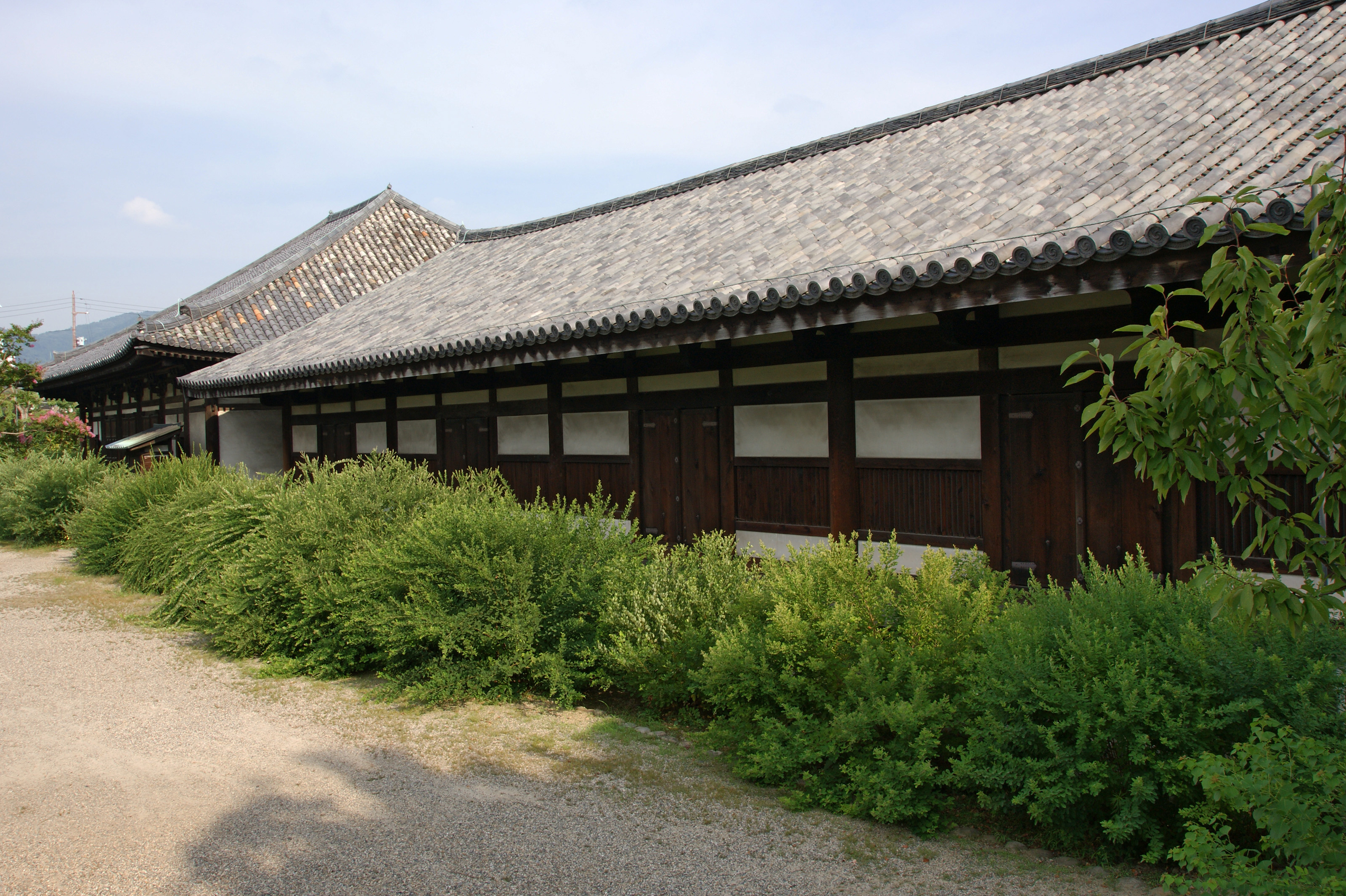
Gangô-ji
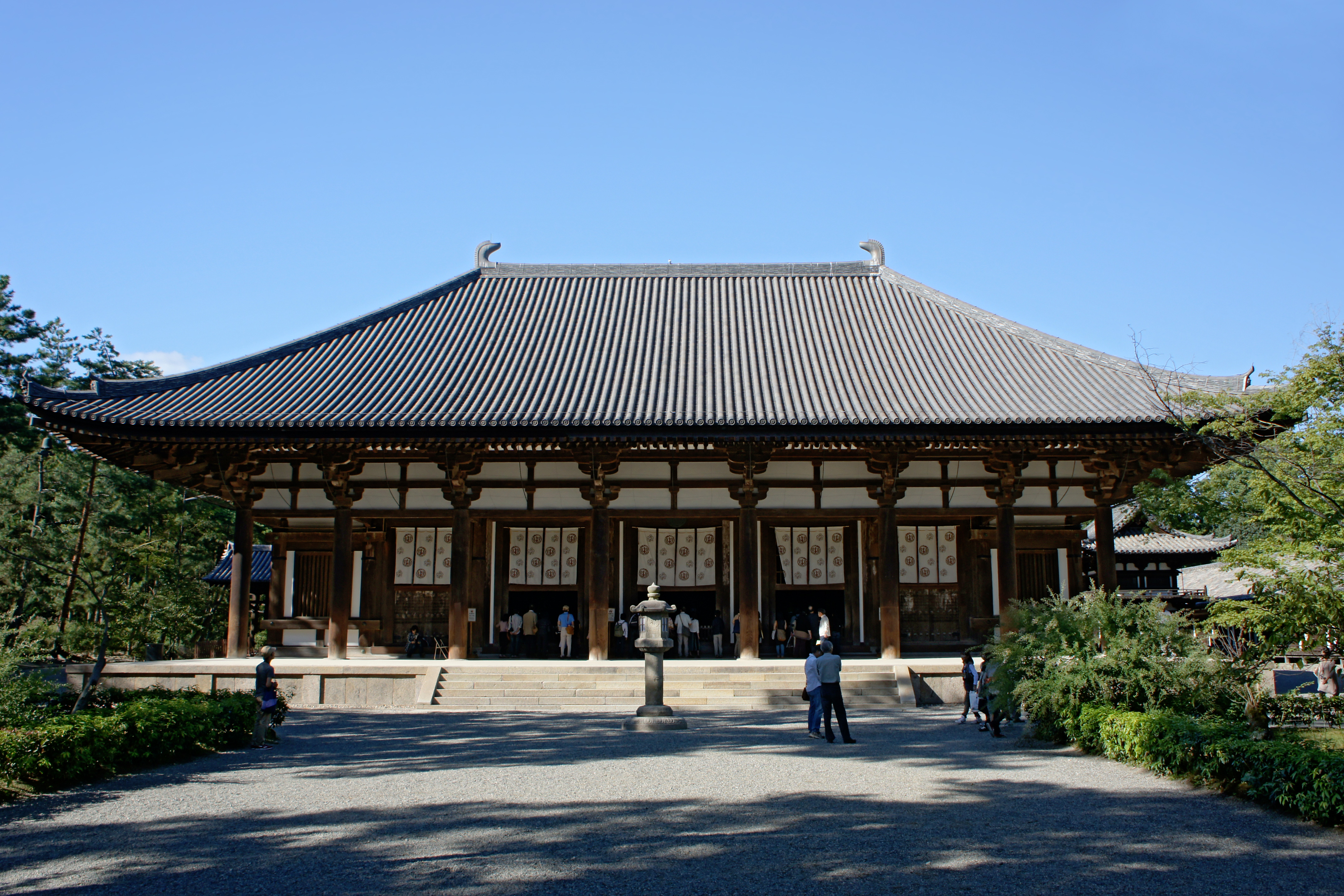
Tôshôdai-ji